# Fritz Rau (Eishockeyspieler)
Fritz Rau war ein deutscher Eishockeyspieler. Er spielte von 1912 bis 1914 beim MTV München 1879 und wurde mit diesem (mindestens) 1914 deutscher Vizemeister. Er ist Mitglied der Hockey Hall of Fame Deutschland.